# Чемпионат России по конькобежному спорту 1895
Чемпионат России по конькобежному спорту в классическом многоборье 1895 года — седьмой чемпионат России, который прошёл 14 февраля 1895 года в Москве на катке Нижне-Пресненского пруда. В первенстве принимали участие только мужчины.
Чемпионат России в четвёртый раз выиграл Сергей Пуресев (Москва), призёром стал Сергей Мюллер (Санкт-Петербург).
С 1895 года чемпион определялся по итогам выступления на двух дистанциях 1500 и 5000 метров. Забеги осуществлялись парами. Для завоевания звания чемпиона России необходимо было победить на обеих дистанциях.

## Результаты чемпионата
| место | спортсмен      | город           | 1500 м     | 5000 м      |
| ----- | -------------- | --------------- | ---------- | ----------- |
| 1     | Сергей Пуресев | Москва          | 2.51,7 (1) | 10.10,2 (1) |
| 2     | Сергей Мюллер  | Санкт-Петербург | 2.53,7 (2) | 10.29,5 (2) |